# Saint-Méen (Ploemel)

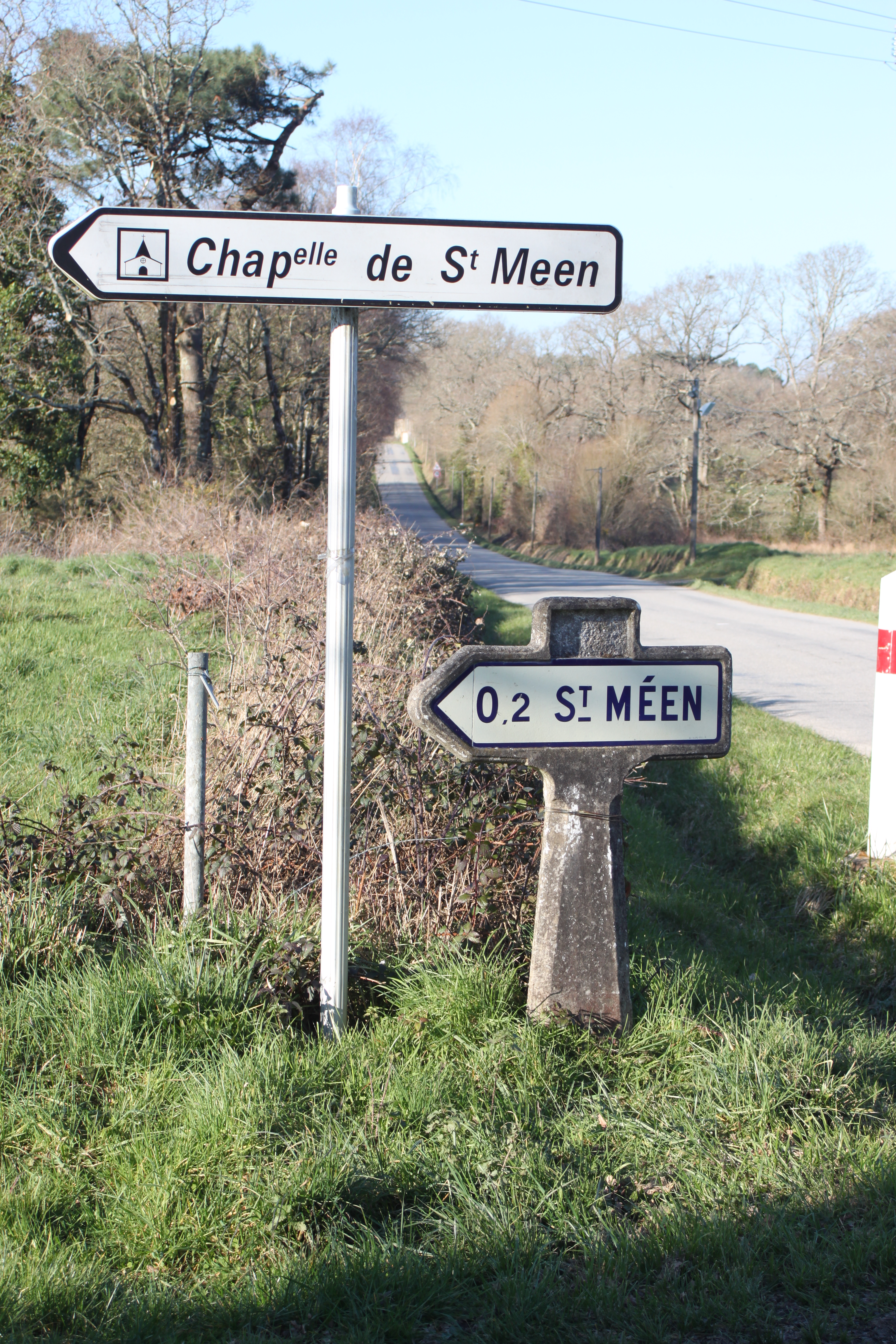
Straßenschild

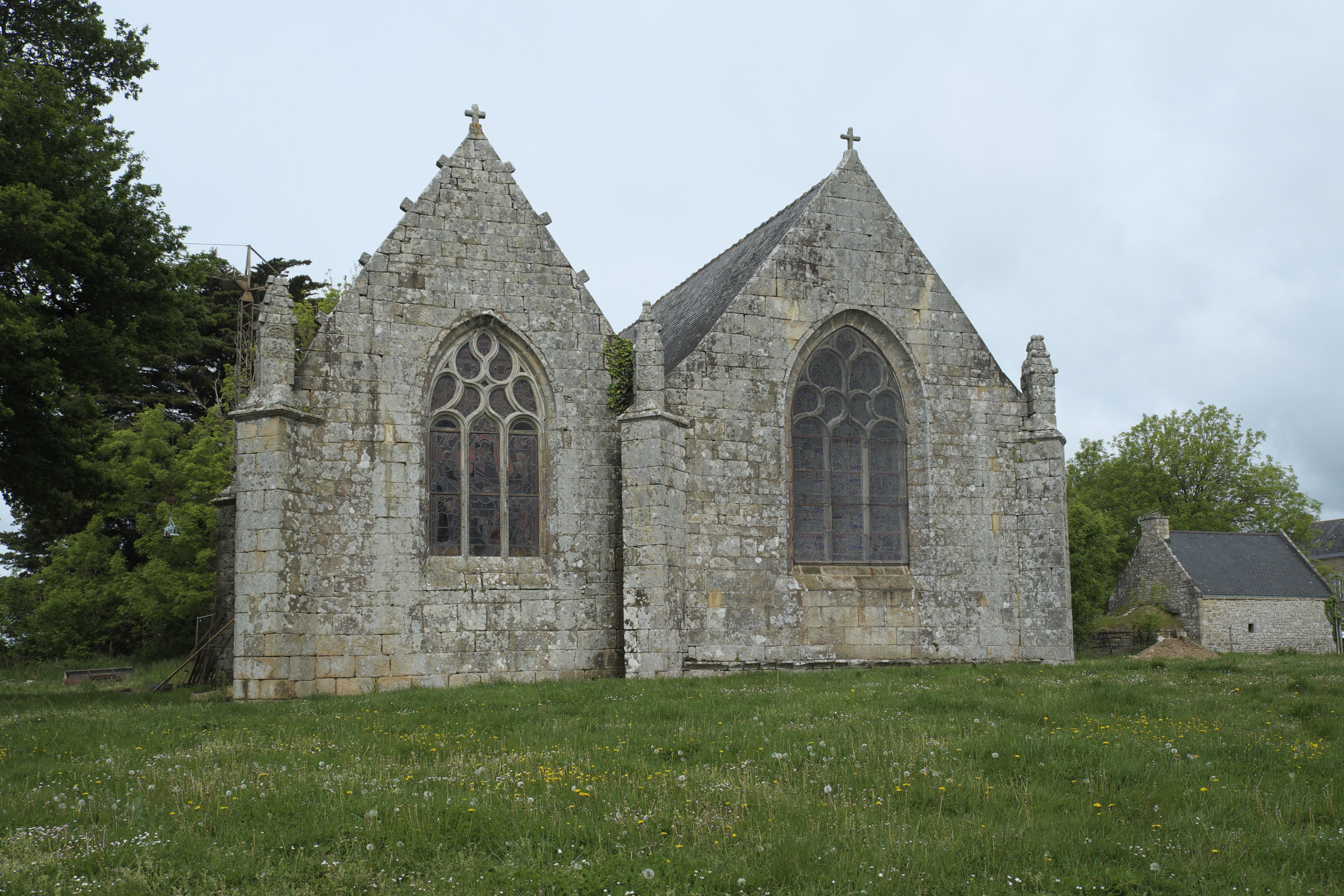
Kapelle St-Méen

Saint-Méen ist ein Ortsteil der französischen Gemeinde Ploemel im Département Morbihan der Region Bretagne.
Der Weiler liegt circa zwei Kilometer nördlich von Ploemel. Er ist über eine Sackstraße von der D 119 zu erreichen.
Der Ort besteht aus zwei ehemaligen Bauernhöfen und der Kapelle St-Méen. 

## Sehenswürdigkeiten
- Kapelle St-Méen (Monument historique) mit Kreuzigungsfenster